# Wir danken dir, Gott, wir danken dir
Wir danken dir, Gott, wir danken dir (BWV 29, niem. Dziękujemy Ci Boże, dziękujemy Ci) – kantata religijna Johanna Sebastiana Bacha, przeznaczona na inaugurację Rady Miasta w Lipsku.
Utwór powstał w 1731 r. w Lipsku z okazji wyboru nowych władz miejskich. Pierwsze wykonanie kantaty miało miejsce 27 sierpnia 1731 r.
Jednym z obowiązków Bacha, jako kantora w lipskim kościele św. Tomasza, było przygotowywanie uroczystych kantat z okazji zmian Rady Miasta, odbywających się co roku w ostatnim tygodniu sierpnia. Z 27. kantat, które przypuszczalnie zaprezentował przed radnymi, zachowało się ledwie kilka. Wśród nich Wir danken dir... należy do najbardziej znanych i najczęściej wykonywanych.
Tekst części pierwszej został zaczerpnięty z Biblii (Stary Testament, Psalm 75), autor słów do części 3−7 jest anonimowy, tekst cz. 8 powstał w 1548 r. pod ręką Johanna Gramanna.
Część 2 utworu po przebudowaniu została wykorzystana przez Bacha w Mszy h-moll.

## Części kantaty
1. Sinfonia
2. Chór Wir danken dir, Gott, wir danken dir
3. Aria Halleluja, Stärk und Macht (tenor)
4. Recytatyw Gottlob! es geht uns wohl! (bas)
5. Aria Gedenk an uns mit deiner Liebe (sopran)
6. Recytatyw i chór Vergiß es ferner nicht, mit deiner Hand (solowy głos altu)
7. Aria Halleluja, Stärk und Macht (alt)
8. Chorał Sei Lob und Preis mit Ehren

## Obsada
- głosy solowe: sopran, alt, tenor, bas
- chór (czteroosobowy, w głosach S A T B)
- organy (jako instrument solowy)
- dwa oboje
- trzy trąbki
- kotły
- skrzypce
- altówka
- basso continuo